# اسنلر
اسنلر (ترکی استانبولی: Esenler) از ناحیه‌های قسمت اروپایی استانبول که در استان استانبول از ناحیه مرمره قرار گرفته‌است. طبق آخرین سرشماری به سال ۲۰۱۲ میلادی این ناحیه ۴۵۸٬۶۹۴ نفر جمعیت دارد.